# Biblioteca de l'Arxiu del Consell de Mallorca
La Biblioteca de l'Arxiu del Consell de Mallorca o més exactament, biblioteca auxiliar de l'Arxiu General del Consell de Mallorca és una biblioteca de Palma especialitzada en legislació, arxivística i història. Va néixer l'any 1983 i s'ha anat desenvolupant paral·lelament a l'organització del fons documental de l'Arxiu General del Consell de Mallorca.
Abans es trobava a l'edifici de la Misericòrdia, però actualment té la seu al carrer Ciutat de Querétaro, 3, al Polígon de Llevant de Palma.

## Fons
La funció de la biblioteca és la de donar suport i complementar els fons documentals de l'Arxiu General. Per aquest motiu compta, principalment, amb obres de tipus jurídic-administratiu o bé matèries relacionades amb les sèries documentals que custodia l'arxiu com, per exemple, beneficència, sanitat, arquitectura, administració local, economia, agricultura, ramaderia, ensenyament, abastaments, etc. També incorpora nombroses fonts d'informació secundàries en matèries com història, arxivística i altres ciències que hi estan relacionades. 
Compta amb una hemeroteca que ofereix més d'un centenar de publicacions periòdiques, entre les que destaquen els butlletins oficials de la província (1833-1980), La Gaceta de Madrid (1846-1936), el Butlletí Oficial de l'Estat (1937-1988), el Butlletí Oficial d'Instrucció Pública (1841-1926), la Revista d'Obres Públiques (1925-2004) i tota una col·lecció de reials ordres i disposicions del s. XIX. 
Els seus fons es poden consultar al Catàleg Bibliogràfic de les Illes Balears

## Serveis d'accés als documents
- Consulta en sala: les obres de referència que es troben a la sala d'investigació són d'accés lliure.
- Reprografia: el servei de reproducció de documents es regeix per la mateixa  normativa que a la resta de centres del Servei de Cultura del Consell de Mallorca.
- Préstec: no ofereix servei de préstec personal ni tampoc de préstec interbibliotecari.